# Sint-Isidoruskapel (Swier)

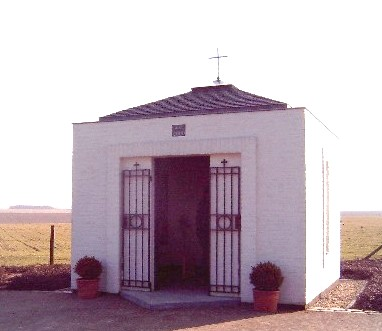
De Sint-Isidoruskapel

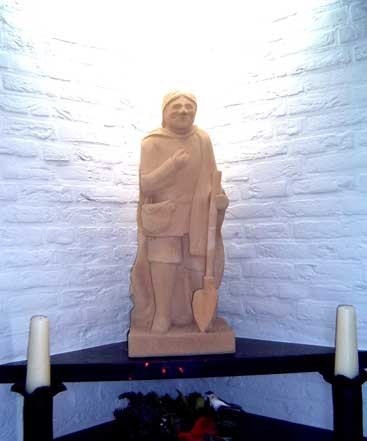
Het beeld in de kapel

De Sint-Isidoruskapel is een kapel in Swier in de Nederlands Zuid-Limburgse gemeente Beekdaelen. De kapel staat aan de zuidwestkant van Swier aan een kruising van de veldwegen Weg achter Swier, Lange Gats, Kleine Gatsvoetweg en Landweg.
De kapel is gewijd aan de heilige Isidorus van Madrid.

## Geschiedenis
Eind 1998 ontstond het idee om in Swier een kapel te bouwen.
In 2000 werd tijdens het jubeljaar de kapel gebouwd. Op 15 oktober 2020 werd door bisschop Frans Wiertz de kapel ingezegend.

## Bouwwerk
De wit geschilderde bakstenen kapel is opgetrokken op een vierkant grondvlak met aan de achterzijde een driehoekige apsis, gedekt door een tentdak met op de top een ijzeren kruis. De zijgevels hebben elk een rechthoekig venster. Aan de voorzijde wordt de rechthoekige ingang van de kapel afgesloten met een ijzeren hek. Boven de ingang is een gevelsteen ingemetseld met de tekst:

a.d.
2000

Van binnen is de kapel wit geschilderd. Aan de wanden hangen vier schilderijen van de hand van John Dekkers die het leven van de heilige Isidorus en zijn vrouw, de heilige Maria de la Cabeza, uitbeelden. De driehoekige apsis wordt verlicht door het licht dat van boven door het glazen dak van de apsis naar binnen valt. In de apsis is een altaar aangebracht met daarop het beeld van de heilige Isidorus.